# Giulio Andreotti
Giulio Andreotti (14. januar 1919 i Rom - 6. maj 2013 i Rom) var en italiensk kristendemokratisk politiker, og tidligere premierminister. Han var også Italiens udenrigsminister mellem 1983 og 1989.
Han var Italiens sidste kristendemokratiske premierminister, mellem 1989 og 1992. Hans sidste valgperiode var præget af afsløringer af korruption, der til sidst ødelagde hans parti. Den 24. oktober 1990 fortalte han om eksistensen af Operation Gladio, et hemmeligt anti-kommunistisk NATO-netværk. I 1993 uretfærdigt anklaget for aftalt spil med mafiaen , blev han fuldstændig frikendt for alle anklager i alle tre niveauer af domstolene.
I november 2002 blev Andreotti dømt til 24 års fængsel for sin rolle i mordet på journalisten Mino Pecorelli i 1979. Pecorelli havde offentliggjort beskyldninger om, at Andreotti havde forbindelse til mafiaen. Han appellerede dog dommen, og den 30. oktober 2003 blev han frikendt ved en appeldomstol.
Samme år frikendte retten i Palermo ham for beskyldninger om forbindelse til mafiaen, fordi sagen var blevet forældet. Retten slog fast, at Andreotti havde haft stærke forbindelser til mafiaen frem til 1980, og at han havde brugt dem til at fremme sin politiske karriere i et sådan omfang, at han blev anset for selv at være en del af mafiaen.